# 乌普伦根
乌普伦根是德国下萨克森州的一个市镇。总面积148.81平方公里，总人口11523人，其中男性5745人，女性5778人（2011年12月31日），人口密度77人/平方公里。